# Cyrtophora ksudra
Cyrtophora ksudra är en spindelart som beskrevs av Sherriffs 1928. Cyrtophora ksudra ingår i släktet Cyrtophora och familjen hjulspindlar. Inga underarter finns listade i Catalogue of Life.